# Bamse (film fra 2022)
 For alternative betydninger, se Bamse. (Se også artikler, som begynder med Bamse)
Bamse er dansk film fra 2022, instrueret af Henrik Ruben Genz.
Filmen omhandler Flemming Bamse Jørgensens liv og karriere.

## Handling
Flemming Bamse Jørgensen er den eneste af 12 søskende, der er adopteret væk. 
Flemmings adoptivfar vil have Flemming til at overtage fabrikken og blive direktør, men til sin fars store skuffelse bliver Flemming noget ved musikken og bliver forsanger i Bamses Venner.
En splittet baggrund, der sætter sig dybe spor i Flemmings liv.

## Medvirkende
- Anders W. Berthelsen -	Flemming 'Bamse' Jørgensen
- Johanne Louise Schmidt - Käte Jørgensen
- Henrik Birch -	Fatter
- Lars Ranthe - John Madsen
- Signe Egholm Olsen - Jonna
- Charlotte Bøving - Mor
- Johannes Nymark - Fatter som ung
- Brian Lykke - Jes
- Troels Malling - Jens Ove Friis
- Jacob Madsen Kvols - Bjarne